# 麻田浩二
麻田 浩二（あさだ こうじ）は、日本のクリエイティブディレクター、プロデューサー。

## 作品
- 東京ペットショー
- LIVE for LOVE we support[1]
- 武富士：武富士ダンサーズ　[2]
- ゆず展〜15th Anniversary Exhibition〜
- 第1回ゆるキャラグルメフェスティバル in YOKOHAMA[3]
- とある魔術と科学の詠唱祝祭(サウンドパーティ) in YOKOHAMA